# 2012년 로스앤젤레스 영화 비평가 협회상
제38회 로스앤젤레스 영화 비평가 협회상은 2012년 12월 9일에 열린 시상식이다.

## 수상 및 후보

### 작품상
- 아무르 - 미카엘 하네케 수상
- 더 마스터 - 폴 토마스 앤더슨

### 감독상
- 더 마스터 - 폴 토마스 앤더슨 수상
- 빈라덴 암살작전 - 제로 다크 서티 - 캐서린 비글로우

### 남우주연상
- 더 마스터 - 호아킨 피닉스 수상
- 홀리 모터스 - 드니 라방

### 여우주연상
- 실버라이닝 플레이북 - 제니퍼 로렌스 수상
- 아무르 - 엠마누엘 리바 수상

### 남우조연상
- 비스트 오브 더 서던 와일드 - 드와이트 헨리 수상
- 장고:분노의 추적자 - 크리스토프 왈츠

### 여우조연상
- 더 마스터 - 에이미 아담스 수상
- 다크 나이트 라이즈 - 앤 해서웨이
- 레미제라블 - 앤 해서웨이

### 각본상
- 아르고 - 크리스 테리오 수상
- 실버라이닝 플레이북 - 데이빗 O. 러셀

### 촬영상
- 007 스카이폴 - 로저 디킨스 수상
- 더 마스터 - 미하이 말래마레 Jr.

### 미술상
- 더 마스터 - 데이빗 크랭크 외 1명 수상
- 문라이즈 킹덤 - 애덤 스톡하우젠

### 편집상
- 빈라덴 암살작전 - 제로 다크 서티 - 윌리엄 골든버그 외 1명 수상
- 아르고 - 윌리엄 골든버그

### 음악상
- 비스트 오브 더 서던 와일드 - 벤 제틀린 외 1명 수상
- 더 마스터 - 조니 그린우드

### 외국어영화상
- 홀리 모터스 - 레오 까락스 수상
- 아버지만의 영광 - 요세프 세다르

### 다큐멘터리상
- 더 게이트키퍼즈 - 도르르 모어 수상
- 서칭 포 슈가맨 - 말릭 벤젤룰

### 애니메이션상
- 프랑켄위니 - 팀 버튼 수상
- 좋은 날 - 돈 헤르츠펠트

### 독립영화상
- 리바이어던(영어판) - 베레나 파라벨 외 1명 수상

### 신인상
- 비스트 오브 더 서던 와일드 - 벤 제틀린 수상

### 공로상
- 프레더릭 와이즈먼 수상